# The Healer (album)
The Healer je studiové album amerického bluesového kytaristy John Lee Hookera, vydané v roce 1989 u Chameleon Records. Na albu se podílelo mnoho hudebníků, mezi které patří i Carlos Santana, Bonnie Raitt, Charlie Musselwhite nebo hudebníci ze skupiny Canned Heat. Album mu získalo cenu Grammy.

## Seznam skladeb
| Pořadí | Název                     | Autor                                                         | Délka |
| ------ | ------------------------- | ------------------------------------------------------------- | ----- |
| 1.     | The Healer                | John Lee Hooker, Roy Rogers, Carlos Santana, Chester Thompson | 5:36  |
| 2.     | I'm in the Mood           | Hooker, Bernard Besman                                        | 4:30  |
| 3.     | Baby Lee                  | Hooker, James Bracken                                         | 3:43  |
| 4.     | Cuttin' Out               | Hooker                                                        | 4:35  |
| 5.     | Think Twice Before You Go | Hooker                                                        | 2:58  |
| 6.     | Sally Mae                 | Hooker, Bracken                                               | 3:15  |
| 7.     | That's Alright            | Hooker                                                        | 4:23  |
| 8.     | Rockin' Chair             | Hooker                                                        | 4:09  |
| 9.     | My Dream                  | Hooker                                                        | 4:02  |
| 10.    | No Substitute             | Hooker                                                        | 4:07  |

## Hudebníci
- John Lee Hooker – zpěv, kytara, steel kytara
- Carlos Santana – kytara
- Chepito Areas – perkuse
- Armando Peraza – konga
- Ndugu Chancler – bicí
- Chester Thompson – klávesy, syntezátor
- Bonnie Raitt – zpěv, slide kytara
- Roy Rogers – kytara, slide kytara
- Scott Mathews – bicí
- Robert Cray – kytara
- Richard Cousins – baskytara
- Henry Vestine – kytara
- Larry Taylor – baskytara
- Fito de la Parra – bicí
- Charlie Musselwhite – harmonika
- Cesar Rosas – kytara
- David Hidalgo – kytara, akordeon
- Louie Pérez – bicí
- Conrad Lozano – baskytara
- Steve Berlin – saxofon
- George Thorogood – kytara
- Steve Ehrmann – baskytara